# Patricia A. McKillip
Pour les articles homonymes, voir McKillip.
Œuvres principales
- La Magicienne de la forêt d'Eld
- Les Fantômes d'Ombria

Patricia Ann McKillip, née le 29 février 1948 à Salem en Oregon et morte le 6 mai 2022 à Coos Bay en Oregon, est une autrice américaine de littérature de jeunesse et de fantasy.

## Biographie
Patricia A. McKillip passe une partie de son enfance en Oregon, en Grande-Bretagne et en Allemagne, puis étudie à la San Jose State University de Californie, où elle obtient un B.A. en 1971 et une maîtrise ès arts en anglais en 1973. Elle est mariée au poète David Lunde.
Autrice de romans pour la jeunesse, elle commence à écrire de la fantasy et obtient, à 24 ans, dès son premier roman dans ce genre le prix World Fantasy du meilleur roman en 1975, pour La Magicienne de la forêt d'Eld.
Elle se fait connaître pour une fantasy élégante et littéraire, aux intrigues recherchées,[réf. nécessaire] plus proche de Sylvia Townsend Warner ou Mervyn Peake que de J. R. R. Tolkien.
En 2003, elle reçoit à nouveau le prix World Fantasy du meilleur roman pour Les Fantômes d'Ombria, auquel est aussi décerné le prix Imaginales étranger en 2006.
Elle reçoit le prix World Fantasy dans la catégorie Grand maître / Life Achievement en 2008.

## Œuvres

### SérieThe Riddle-Master trilogy
1. (en) The Riddle-Master of Hed, 1976
2. (en) Heir of Sea and Fire, 1977
3. (en) Harpist in the Wind, 1979Prix Locus du meilleur roman de fantasy 1980

### SériesThe Cygnet
1. La Sorcière et le Cygne, J'ai lu, 1995 ((en) The Sorceress and the Cygnet, 1991)
2. Le Cygne et l'Oiseau de feu, J'ai lu, 1996 ((en) The Cygnet and the Firebird, 1993)

### SérieKyreol
1. (en) Moon-Flash, 1984
2. (en) The Moon and the Face, 1985

### Romans indépendants
- (en) The House on Parchment Street, 1973
- (en) The Throme of the Erril of Sherril, 1973
- La Magicienne de la forêt d'Eld, Pocket, 1993 ((en) The Forgotten Beasts of Eld, 1974)Prix World Fantasy du meilleur roman 1975
- (en) The Night Gift, 1976
- (en) Stepping from the Shadows, 1982
- (en) Fool's Run, 1987
- Fils de l'océan, Hachette jeunesse, 1992 ((en) The Changeling Sea, 1988)
- (en) Something Rich and Strange, 1994Prix Mythopoeic 1995
- Le Livre d'Atrix Wolfe, J'ai lu, 1997 ((en) The Book of Atrix Wolfe, 1995)
- (en) Winter Rose, 1996
- (en) Song for the Basilisk, 1998
- (en) The Tower at Stony Wood
- Les Fantômes d'Ombria, Mnémos, 2005 ((en) Ombria in Shadow, 2002)Prix World Fantasy du meilleur roman 2003 Prix Mythopoeic 2003
- (en) The Forests of Serre
- (en) Alphabet of Thorn, 2004
- (en) Od Magic, 2005
- (en) Solstice Wood, 2006Prix Mythopoeic 2007
- (en) The Bell at Sealey Head, 2008
- (en) The Bards of Bone Plain, 2010
- (en) Kingfisher, 2016Prix Mythopoeic 2017

### Recueils de nouvelles
- (en) Harrowing the Dragon, 2005
- (en) Wonders of the Invisible World, 2012
- (en) Dreams of Distant Shores, 2016